# José María Elorrieta
José María Elorrieta de Lacy (* 1. Februar 1921 in Madrid; † 22. Februar 1974 ebenda) war ein spanischer Filmregisseur und Drehbuchautor.

## Leben
Elorrieta begann seine Karriere beim Film 1945 mit dem selbst geschriebenen und inszenierten Puppenfilm La ciudad de los muñecos, dem einige Dokumentarfilme folgten. In seiner bis zu seinem frühzeitigen Tod – sein letzter Film wurde von Julio Pérez Tabernero fertiggestellt – andauernden Karriere drehte er dann ab 1949 sechsundfünfzig Spielfilme, darunter zahlreiche Dramen und Genrefilme.
Er war Gründer und Leiter verschiedener Filmzirkel und Direktor der „Escuela Técnica de Cinematografia“.
Elorrieta, der für den internationalen Einsatz seiner Filme manchmal als Joe Lacy oder Joseph de Lacy geführt wurde, ist der Vater von Regisseur Javier Elorrieta.

## Filmografie (Auswahl)
Regie
- 1964: Überfall auf Fort Yellowstone (El hombre de la diligencia)
- 1964: Höllenfahrt nach Golden City (Fuerte perdido)
- 1965: Dos mil Dolares por Coyote
- 1966: Die Hexe ohne Besen (Una bruja sin escoba)
- 1967: Die Rache des Pancho Villa (Los 7 de Pancho Villa)
- 1975: Si quieres vivir… dispara

Drehbuch
- 1964: El secreto del capitán O’Hara (& Produktion)
- 1971: Sando Kid spricht das letzte Halleluja (Un dolár para Sartana)